# إيكاروس (لعبة فيديو)
إيكاروس (بالإنجليزية: Icarus)‏ هي لعبة فيديو من نوع مغامرات أكشن من تطوير RocketWerkz ونشر RocketWerkz. صدرت اللعبة بشكل رسمي في 3 ديسمبر 2021 وهي متوفرة حصريا على أجهزة كمبيوتر.

## القصة
يقع كوكب إيكاروس على بعد 4 سنوات ضوئية من الأرض، وقد تشكل في ما مضى محاولات لجعله قابل للحياة مثل الأرض. ولكن حدث خطأ ما، وتدخلت مواد نادرة لم توجد على الأرض تدعى «الكائنات الخارجية» في عملية التشوه. في نهاية يقوم اللاعبون بالتحري عن هذه المواد الغريبة وتأثيرها على الحياة في إيكاروس.